# Греко-римская борьба на летних Олимпийских играх 1956 — до 57 кг
Соревнования по греко-римской борьбе в рамках Олимпийских игр 1956 года в легчайшем весе (до 57 килограммов) прошли в Мельбурне с 3 по 6 декабря 1956 года в «Royal Exhibition Building».
Турнир проводился по системе с начислением штрафных баллов. За чистую победу штрафные баллы не начислялись, за победу по очкам борец получал один штрафной балл, за поражение по очкам со счётом решения судей 2-1 два штрафных балла, со счётом решения судей 3-0 или чистое поражение — три штрафных балла. Борец, набравший пять штрафных баллов, из турнира выбывал. Трое оставшихся борцов выходили в финал, проводили встречи между собой. Схватка по регламенту турнира продолжалась 12 минут. Если в течение первых шести минут не было зафиксировано туше, то судьи могли определить борца, имеющего преимущество. Если преимущество никому не отдавалось, то назначалось четыре минуты борьбы в партере, при этом каждый из борцов находился внизу по две минуты (очередность определялась жребием). Если кому-то из борцов было отдано преимущество, то он имел право выбора следующих шести минут борьбы: либо в партере сверху, либо в стойке. Если по истечении четырёх минут не фиксировалась чистая победа, то оставшиеся две минуты борцы боролись в стойке.
В легчайшем весе боролись 13 участников. Сильными борцами в весе были Яшар Йилмаз, вице-чемпион мира 1955 года, Франц Бруннер и Эдвин Вестербю, оставшиеся на 4 месте на чемпионате мира, но однозначного фаворита не было. В финал вышли советский борец Константин Вырупаев, швед Эдвин Вестербю и румын Франчиск Хорват, при этом Вырупаев ещё в первом круге уступил Хорвату со счётом 2-1. В финальных встречах Вырупаев победил Вестербю со счётом 3-0, а Вестербю, в свою очередь, победил Хорвата 2-1. Таким образом, все финалисты проиграли и победили по одному разу. Хорват остался на третьем место потому что в первой финальной встрече выбыл, перебрав штрафных баллов. Вырупаев стал чемпионом игр благодаря тому, что победил со счётом 3-0 (1 штрафной балл), проиграл со счётом 2-1 (2 штрафных балла), а Вестербю наоборот (1+3 штрафных балла) 
Однако есть и другая версия турнирного расклада финальных встреч. . Если Вестербю проигрывал Константину Вырупаеву со счётом 2-1, то три борца — Константин Вырупаев, Вестерби и Хорват набирали одно и то же количество штрафных баллов, и таким образом места распределялись бы по весу борцов, при этом среди троих борцов Вестербю был самым тяжёлым и мог рассчитывать только на «бронзу» Меньше чем за минуту до конца встречи Вырупаев-Вестербю шведский борец получил от своего тренера Рудольфа Сведберга команду лечь. Таким образом Вырупаев стал чемпионом, а Вестербю, поскольку победил Франчиска Хорвата в личной встрече, получил «серебро».

## Призовые места
- Константин Вырупаев (URS)
- Эдвин Вестербю (SWE)
- Франчиск Хорват (ROU)

## Первый круг
| Штрафных баллов | Участник 1            | Результат   | Участник 2                | Штрафных баллов |
| --------------- | --------------------- | ----------- | ------------------------- | --------------- |
| 1               | Имре Ходош (HUN)      | 3-0         | Рейо Нюкянен (FIN)        | 3               |
| 0               | Адольфо Диаз (ARG)    | Туше (6:05) | Рональд Суинни (AUS)      | 3               |
| 1               | Франчиск Хорват (ROU) | 2-1         | Константин Вырупаев (URS) | 2               |
| 1               | Яшар Йилмаз (TUR)     | 3-0         | Омер Веркутерен (BEL)     | 3               |
| 1               | Динко Петров (BUL)    | 2-1         | Эдвин Вестербю (SWE)      | 2               |
| 1               | Фред Кёммерер (EUA)   | 2-1         | Франц Бруннер (AUT)       | 2               |
| 0               | Кент Таунли (USA)     | Пропускал   |                           |                 |

## Второй круг
| Штрафных баллов | Участник 1                | Результат | Участник 2            | Штрафных баллов |
| --------------- | ------------------------- | --------- | --------------------- | --------------- |
| 2               | Имре Ходош (HUN)          | 3-0       | Кент Таунли (USA)     | 3               |
| 4               | Рейо Нюкянен (FIN)        | 2-1       | Адольфо Диаз (ARG)    | 2               |
| 2               | Франчиск Хорват (ROU)     | 3-0       | Рональд Суинни (AUS)  | 6               |
| 3               | Константин Вырупаев (URS) | 3-0       | Яшар Йилмаз (TUR)     | 4               |
| 2               | Динко Петров (BUL)        | 3-0       | Омер Веркутерен (BEL) | 6               |
| 3               | Эдвин Вестербю (SWE)      | 3-0       | Франц Бруннер (AUT)   | 5               |
| 1               | Фред Кёммерер (EUA)       | Пропускал |                       |                 |

## Третий круг
| Штрафных баллов | Участник 1                | Результат    | Участник 2           | Штрафных баллов |
| --------------- | ------------------------- | ------------ | -------------------- | --------------- |
| 2               | Фред Кёммерер (EUA)       | 3-0          | Кент Таунли (USA)    | 6               |
| 2               | Имре Ходош (HUN)          | Туше (3:45)  | Адольфо Диаз (ARG)   | 5               |
| 3               | Франчиск Хорват (ROU)     | 2-1          | { Рейо Нюкянен (FIN) | 6               |
| 3               | Константин Вырупаев (URS) | Туше (11:30) | Динко Петров (BUL)   | 5               |
| 3               | Эдвин Вестербю (SWE)      | Неявка       | Яшар Йилмаз (TUR)    | 7               |

## Четвёртый круг
| Штрафных баллов | Участник 1                | Результат | Участник 2          | Штрафных баллов |
| --------------- | ------------------------- | --------- | ------------------- | --------------- |
| 4               | Франчиск Хорват (ROU)     | 3-0       | Фред Кёммерер (EUA) | 5               |
| 4               | Константин Вырупаев (URS) | 3-0       | Имре Ходош (HUN)    | 5               |
| 3               | Эдвин Вестербю (SWE)      | Пропускал |                     |                 |

## Финал

### Встреча 1
| Штрафных баллов | Участник 1                | Результат | Участник 2            | Штрафных баллов |
| --------------- | ------------------------- | --------- | --------------------- | --------------- |
|                 | Эдвин Вестербю (SWE)      | 2-1       | Франчиск Хорват (ROU) |                 |
|                 | Константин Вырупаев (URS) | Пропускал |                       |                 |

### Встреча 2
| Штрафных баллов | Участник 1                | Результат | Участник 2           | Штрафных баллов |
| --------------- | ------------------------- | --------- | -------------------- | --------------- |
|                 | Константин Вырупаев (URS) | 3-0       | Эдвин Вестербю (SWE) |                 |